# よしもとゴールデンアワー

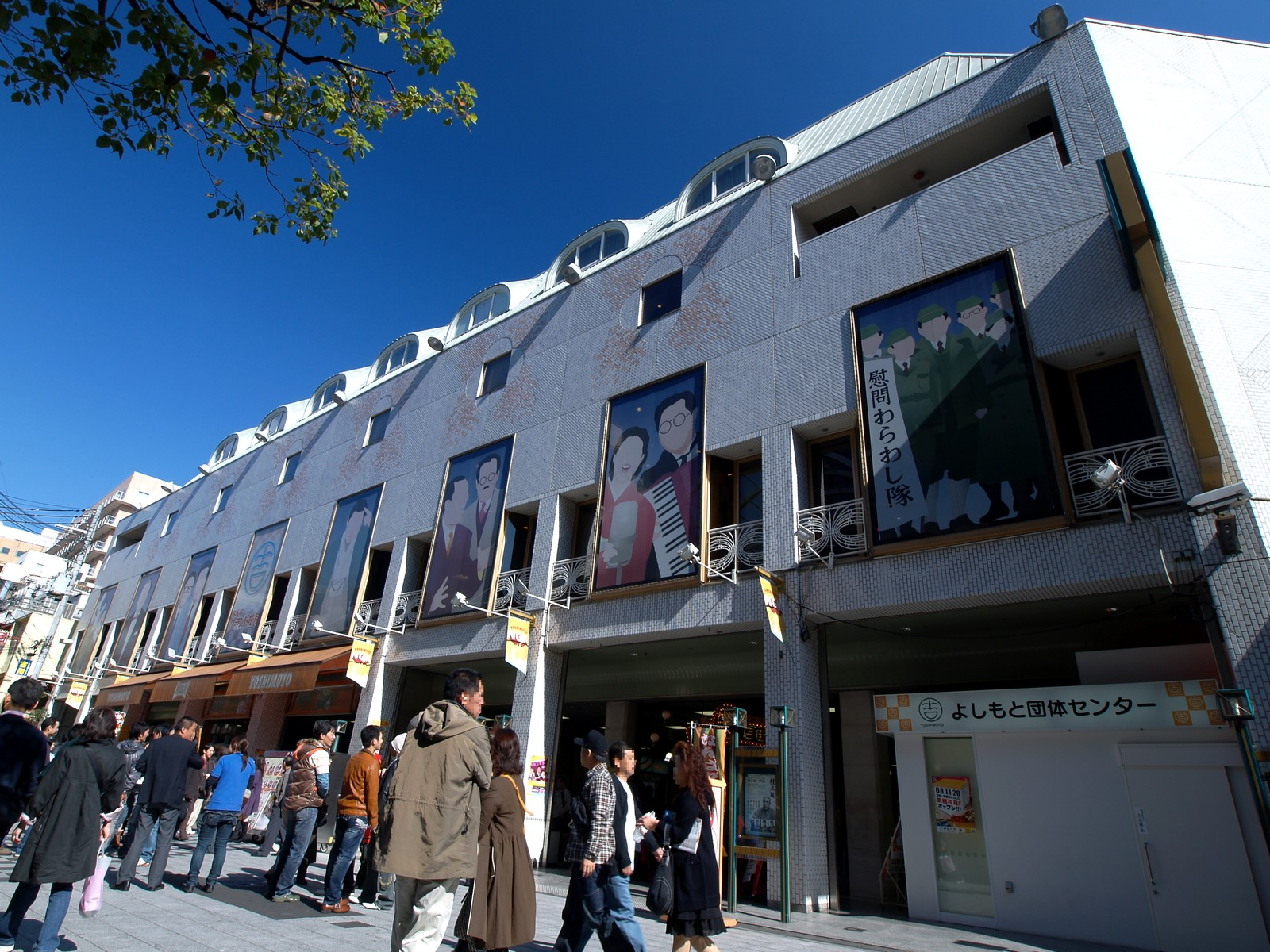
会場のなんばグランド花月（大阪府大阪市中央区）

よしもとゴールデンアワー（Yoshimoto Golden Hour）は、2016年3月から2017年3月まで大阪のなんばグランド花月にて開催された吉本興業とよしもとクリエイティブ・エージェンシーが主催するお笑いライブの名称。1年間で全18回開催された。

## 概要
東京と大阪の芸人たちによるネタとコント、バラエティーコーナーで構成されたお笑いライブとして2016年3月にスタート。1年を通して開催され、2017年3月まで公演を行った。
第1回公演ではダウンタウン（浜田雅功・松本人志）が登場。ダウンタウンが2人揃ってなんばグランド花月の舞台に立つのは非常に珍しく、チケットは即日完売となった。

## 公演日程・出演者
2016年3月20日（第1回）
MC：ダウンタウン
ナビゲーター：たむらけんじ
出演者：リットン調査団、ハブサービス（現・歩子）、ソラシド、どりあんず、中山功太、もう中学生、テゴネハンバーグ、ヒューマン中村、アインシュタイン、Dr.ハインリッヒ、矢野号、見取り図、アキラ、インディアンス、ゲラゲラ星人
2016年4月4日（第2回）
MC：フットボールアワー
ナビゲーター：ロバート
出演者：ガリットチュウ、レギュラー、ネゴシックス、イシバシハザマ、みなみのしま（現・すゑひろがりず）、GAG少年楽団、横澤夏子、おいでやす小田、タナからイケダ、ラフ次元、コマンダンテ、小森園ひろし、アイロンヘッド、カバと爆ノ介、イブンカ
2016年4月15日（第3回）
MC：東野幸治、岡村隆史（ナインティナイン）
ナビゲーター：NON STYLE
出演者：ハブサービス、POISON GIRL BAND、三浦マイルド、田畑藤本、ボーイフレンド、ニューヨーク、グッドウォーキン、村越周司、クロスバー直撃、ビーフケーキ、ミルクボーイ、祇園、ダブルアート、ガオ〜ちゃん、ZAZY
2016年4月19日（第4回）
MC：今田耕司
ナビゲーター：中川家
出演者：野性爆弾、天津、ムーディ勝山、若井おさむ、みるきぃしげお、2700、天狗、山本あきこ、守谷日和、トット、尼神インター、シンクロック、親指ぎゅー太郎、セルライトスパ、ちびシャトル
2016年4月28日（第5回）
MC：チュートリアル
ナビゲーター：ライセンス
出演者：天津、ネゴシックス、もう中学生、ですよ。、市川フー、GAG少年楽団、横澤夏子、タナからイケダ、中山女子短期大学、矢野号、コマンダンテ、ダブルアート、ヒガシ逢ウサカ、男性ブランコ、ガンバレルーヤ
2016年5月2日（第6回）
MC：雨上がり決死隊
ナビゲーター：ケンドーコバヤシ
出演者：どりあんず、レギュラー、若井おさむ、ジョイマン、2700、みなみのしま（現・すゑひろがりず）、ボーイフレンド、田畑藤本、ヒューマン中村、クロスバー直撃、祇園、カバと爆ノ介、こずまとり、セルライトスパ、ZAZY
2016年5月8日（第7回）
MC：ブラックマヨネーズ
ナビゲーター：ウーマンラッシュアワー
出演者：野性爆弾、ソラシド、中山功太、グランジ、三浦マイルド、ニューロマンス、天狗、ニューヨーク、守谷日和、ミルクボーイ、トット、がっき〜、アイロンヘッド、尼神インター、シンクロック
2016年5月15日（第8回）
MC：千原兄弟
ナビゲーター：千鳥
出演者：ガリットチュウ、POISON GIRL BAND、ムーディ勝山、イシバシハザマ、ジョイマン、それいけ斉藤くん、すごい論、おいでやす小田、ビーフケーキ、アインシュタイン、中山女子短期大学、ラフ次元、見取り図、ガゼル西口、馬と魚（現・トニーフランク）
2016年6月12日（第9回）
MC：たむらけんじ、ケンドーコバヤシ
ゲスト：松本人志（ダウンタウン）
出演者：ネゴシックス、みるきぃしげお、若井おさむ、天狗、市川フー、ジュリエッタ、すゑひろがりず、中山女子短期大学、吉田たち、てんしとあくま、セルライトスパ、マルセイユ、大自然、人妻ニャンコ、ガンバレルーヤ
2016年6月19日（第10回）
MC：ブラックマヨネーズ
ナビゲーター：ジャルジャル
出演者：中山功太、おいでやす小田、イシバシハザマ、ですよ。、クロスバー直撃、2700、Dr.ハインリッヒ、アインシュタイン、田畑藤本、ツートライブ、テゴネハンバーグ、ガゼル西口、ミキ、なにわスワンキーズ、バターぬりえ
2016年7月22日（第11回）
MC：矢部浩之（ナインティナイン）、陣内智則
ナビゲーター：小籔千豊
出演者：ソラシド、もう中学生、GAG少年楽団、えんにち、しゃかりき、ネルソンズ、タナからイケダ、祇園、ジソンシン、コーンスターチ、ジョニーレオポン、ヒガシ逢ウサカ、ニッポンの社長、ガオ～ちゃん、ムラムラタムラ
2016年7月25日（第12回）
MC：雨上がり決死隊
ナビゲーター：たむらけんじ
出演者：野性爆弾、サカイスト、天津、三浦マイルド、ニューロマンス、チョコレートプラネット、井下好井、村越周司、コマンダンテ、尼神インター、パーティーパーティー、がっき～、ZAZY、霜降り明星、紅しょうが
2016年8月4日（第13回）
MC：チュートリアル
ナビゲーター：ロバート
出演者：ラフコン、それいけ斉藤くん、囲碁将棋、ライス、ダイタク、おいでやす小田、山本あきこ、ヒューマン中村、ミルクボーイ、ビーフケーキ、吉田たち、アキラ、プリマ旦那、ダブルアート、親指ぎゅ～太郎
2016年9月18日（第14回）
MC：遠藤章造（ココリコ）、たむらけんじ
ゲスト：松本人志（ダウンタウン）
出演者：犬の心、ですよ。、ニューロマンス、GAG少年楽団、ボーイフレンド、しゃかりき、クロスバー直撃、守谷日和、ロングコートダディ、ガオ～ちゃん、マユリカ、アキレスと亀、ちびシャトル、からし蓮根、ラニーノーズ
2016年10月2日（第15回）
MC：宮川大輔、ケンドーコバヤシ
ナビゲーター：千鳥
出演者：ハブサービス、中山功太、みるきぃしげお、田畑藤本、ネルソンズ、村越周司、コーンスターチ、シンクロック、こずまとり、モンスーン、大自然、ZAZY、おたまじゃくし、蛙亭、なにわスワンキーズ
2016年11月11日（第16回）
MC：サバンナ、陣内智則
ナビゲーター：NON STYLE
出演者：LLR、ブロードキャスト!!、POISON　GIRL　BAND、相席スタート、ニューヨーク、すゑひろがりず、アインシュタイン、ラフ次元、てんしとあくま、ヘンダーソン、見取り図、ムニムニヤエバ、テコンドー近藤、いってらしゃいBOY、ガンバレルーヤ
2016年12月9日（第17回）
MC：FUJIWARA
ナビゲーター：小籔千豊
出演者：ガリットチュウ、レギュラー、若井おさむ、イシバシハザマ、天狗、市川フー、ミルクボーイ、中山女子短期大学、金属バット 、ガゼル西口、ニッポンの社長、ダークニンゲン、コウテイ、オダウエダ
2017年3月5日（第18回）
MC：ダウンタウン
ナビゲーター：たむらけんじ
出演者：どりあんず、ムーディ勝山、もう中学生、2700、ネルソンズ、ナイチンゲールダンス、おいでやす小田、トット、てんしとあくま、尼神インター、セルライトスパ、ニッポンの社長、ヒガシ逢ウサカ、おたまじゃくし、蛙亭、ガンバレルーヤ、オダウエダ、山ノ内